# Albert Azzo I
Albert Azzo I (zm. 1029) – książę Luni, Genui, Tortony i Mediolanu.
Albert Azzo I był synem Oberta II, księcia Luni. Po ojcu objął księstwo Luni wraz z Genuą, Tortoną i Mediolanem. Wraz z braćmi Hugonem, Adalbertem i Obizzem poparł rebelię Arduina z Ivrei. Po zwycięstwach Henryka II nad Arduinem dostał się do niewoli.
Albert Azzo I miał z żoną Adelą dwoje dzieci:
- Alberta Azza II (997 lub 1009 - po 13 kwietnia 1097) – księcia Luni, pierwszego znanego właściciela zamku Este, protoplastę rodu Este i Welfów młodszych

- i Adelazję (zm. po 11 maja 1055) – żonę Anzelma [II] Marchese, hrabiego Tortony[1]